# G. J. McHattan
G. J. McHattan war ein australischer Hersteller von Automobilen.

## Unternehmensgeschichte
Geoff McHattan gründete das Unternehmen in Manly bei Sydney. Er begann 1986 mit der Produktion von Automobilen. Der Markenname lautete GJM. Ende 1986 waren bereits drei Fahrzeuge fertiggestellt und fünf weitere in Arbeit. 1987 endete die Produktion.

## Fahrzeuge
Das einzige Modell Taipan war die Nachbildung des AC Cobra. Ein V8-Motor von Chevrolet mit 7400 cm³ Hubraum trieb die Fahrzeuge an. Er leistete mit Hilfe von zwei Turboladern von Garrett etwa 300 kW. Ab 1987 stand auch ein kleinerer Motor von Chevrolet mit 5790 cm³ Hubraum zur Verfügung. Die offene Karosserie bot Platz für zwei Personen.
Nach Angaben des Herstellers handelte es sich damals um das schnellste in Australien hergestellte straßenzugelassene Fahrzeug.